# Tatjana Brnović
Tatjana Brnović, née le 9 novembre 1998 à Cetinje, est une joueuse de handball évoluant au poste de pivot en équipe nationale du Monténégro depuis 2017 et au RK Krim depuis 2023.

## Palmarès

### En club
compétitions nationales
- championne du Monténégro en 2018 et 2019 (avec ŽRK Budućnost Podgorica)
- vainqueur de la coupe du Monténégro en 2018 et 2019 (avec ŽRK Budućnost Podgorica)
- championne de Slovénie en 2022 (avec RK Krim)
- vainqueur de la coupe de Slovénie en 2022 (avec RK Krim)

### En équipe nationale
- 6e place au Championnat du monde 2017[1]
- 9e place au Championnat d'Europe 2018
- 5e place au Championnat du monde 2019
- 6e place aux Jeux olympiques de 2020
- 3e au Championnat d'Europe 2022

### Distinctions individuelles
- élue meilleure pivot du championnat d'Europe junior 2017[2]